# Johnson (Arkansas)
Pour les articles homonymes, voir Johnson.
La ville de Johnson est située dans le comté de Washington, dans l’État de l’Arkansas, aux États-Unis. Sa population s’élevait à 3 353 habitants lors du recensement de 2010, estimée à 3 674 habitants en 2017.

## Démographie
| 1970 | 1980 | 1990 | 2000  | 2010  | - |
| ---- | ---- | ---- | ----- | ----- | - |
| 274  | 519  | 599  | 2 319 | 3 354 | - |

Selon l'American Community Survey, pour la période 2011-2015, 91,86 % de la population âgée de plus de 5 ans déclare parler l'anglais à la maison, 6,10 % déclare parler l'espagnol, 1,77 % le vietnamien et 0,22 % l'italien.

## Source
- (en) Cet article est partiellement ou en totalité issu de l’article de Wikipédia en anglais intitulé « Johnson, Arkansas » (voir la liste des auteurs).

1. ↑  « Statistiques des États-Unis - Arizona - Profils des communautés de 2010 » (consulté en novembre 2020)
2. ↑  (en) « American FactFinder - Results », sur factfinder.census.gov.